# 영남학파
영남학파(嶺南學派)는 조선시대 성리학에 대한 사유체계가 깊어지게 되면서 영남 지방을 중심으로 만들어진 유파를 말한다. 이언적을 창시자로 꼽는다. 이후 조식을 중심으로 형성된 남명학파, 이황을 중심으로 형성된 퇴계학파, 장현광을 중심으로 형성된 여헌학파로 나뉜다.
영남학파 학풍의 특징은 이론 중심이 아니라 실천 중심에 있다. 조선 중기 유학자인 조식은 ‘경의(敬義)’를 몸으로 실천하여 학문과 덕행을 쌓았다. 불의와 타협하지 않는 절제된 가치관으로, 당시 사회 현실과 정치적 모순에 대해 적극적으로 비판하였다. 단계적이고 실천적인 학문 방법을 주장하였으며 이러한 실천궁행(實踐躬行: 실제로 몸소 이행)은 제자들에게도 그대로 이어져 경상우도의 학풍을 만들었다.
이러한 학풍은 임진왜란이 일어나자 의병으로 참가하여 학문의 실천을 몸소 보여준 학인들의 모습에서 확인할 수 있다. 같은 시기 영남좌도에서 이황의 덕행을 우러러 그의 학문사상을 따르려는 유파가 생겨나며 이 학파를 퇴계학파라고 한다. 퇴계학파의 학자로 기대승, 김성일, 류성룡, 이덕홍, 조호맹, 정경세, 허목, 김흥락, 곽종석 등을 들 수 있다. 이 학파는 이황의 철학 사상을 이어받아 주리설(主理說)을 완성한다. 이황 철학의 기본적 성격은 이(理)에 절대적인 가치를 두고 기에는 상대적 가치를 두는 존리설(尊理說)이었으며, 본래 자리에서 실천 행동을 하지 못하는 이가 실천 행동을 할 수 있음을 주장하고 있다. 이것은 기호학파(畿湖學派)와 쌍벽을 이루는 대표적인 영남학파의 철학 특징이다. 그러나 정작 조선시대에는 기호학파와 영남학파라는 분류와 명칭이 없었다. 편의상 후대에 만들어진 분류와 명칭이다.

## 같이 보기
- 남명학파